# Gmina Borne Sulinowo
Gmina Borne Sulinowo là một gmina thành thị-nông thôn (quận hành chính) ở hạt Szczecinek, West Pomeranian Voivodeship, ở phía tây bắc Ba Lan. Khu vực hành chính của nó là thị trấn Borne Sulinowo, nằm khoảng 19 kilômét (12 mi) về phía tây nam của Szczecinek và 131 km (81 mi) về phía đông của thủ đô khu vực Szczecin.
Gmina có diện tích 484,24 kilômét vuông (187,0 dặm vuông Anh), và tính đến năm 2006, tổng dân số của nó là 9.230 người, trong đó dân số của Borne Sulinowo là 4.224 người, và dân số của vùng nông thôn của gmina là 5.006 người.
Gmina gồm một phần của khu vực được bảo vệ gọi là Công viên cảnh quan Drawsko.

## Làng
Ngoài thị trấn Borne Sulinowo, Gmina Borne Sulinowo chứa các làng và các khu định cư như Ciemino, Ciemino Nam, Czochryń, Dabie, Dąbrowica, Grabno, Grzywnik, Jelen, Jelonek, Jeziorna, Juchowo, Kądzielnia, Kiełpino, Kłomino, Kłosówko, Kolanowo, Komorze, Krągi, Kucharowo, Łączno, Liszkowo, Łubowo, Międzylesie, Nobliny, Obrąb, Okole, Osiczyn, Piława, Przyjezierze, Radacz, Rakowo, Silnowo, Śmiadowo, Starowice, Strzeszyn, Uniemino và Zamęcie.

## Gminas lân cận
Gmina Borne Sulinowo giáp với các gmina như Barwice, Czaplinek, Grzmiąca, Jastrowie, Okonek và Szczecinek.